# 하이터치!2009/모에요 기자미미피츄!
〈하이터치!2009/타올라라 삐죽귀 피츄!〉(일본어: ハイタッチ!2009／もえよ ギザみみピチュー 하이탓치!2009/모에요 기자미미 피추[*])는 마츠모토 리카(사토시 역), 토요구치 메구미(히카리 역), 나카가와 쇼코(삐죽귀 피츄 역)의 싱글이다.

## 수록곡
1. 하이터치!2009(ハイタッチ!2009)
2. 타올라라 삐죽귀 피츄!(もえよ ギザみみピチュー!)
3. 여행 (마음의 안테나)(旅 〜心のアンテナ〜)
4. 아르세우스 광림(アルセウス光臨)
5. 사토시VS기신(サトシVSギシン
6. 미래로(未来へ)
7. 하이터치!2009 (카라오케)
8. 타올라라 삐죽귀 피츄! (카라오케)

| TV 애니메이션 《포켓몬스터 DP》 오프닝 테마 2009년 7월 2일(134화) ~ 2009년 12월 24일(157화) |                                                 |                                               |
| 이전 곡: 마츠모토 리카, 토요구치 메구미 〈하이터치!〉                                       | 마츠모토 리카, 토요구치 메구미 〈하이터치2009〉 | 다음 곡: 아키요시 후미에 〈최고 에브리데이!〉 |
| TV 애니메이션 《포켓몬스터 DP》 엔딩 테마 2009년 4월 2일(121화) ~ 2009년 9월 17일(144화)    |                                                 |                                               |
| 이전 곡: 카나코 〈내일은 반드시〉                                                           | 나카가와 쇼코 〈타올라라 삐죽귀 피츄〉          | 다음 곡: 모모밀크와 아라키 〈어느쪽이~뇨!〉   |